# Brachymeria javensis
Brachymeria javensis är en stekelart som först beskrevs av Girault 1919.  Brachymeria javensis ingår i släktet Brachymeria och familjen bredlårsteklar. Inga underarter finns listade.